# Rhinocricus pisquius
Rhinocricus pisquius är en mångfotingart som beskrevs av Chamberlin 1941. Rhinocricus pisquius ingår i släktet Rhinocricus och familjen Rhinocricidae. Inga underarter finns listade i Catalogue of Life.